# Lista siturilor arheologice din județul Gorj - V
Lista siturilor arheologice din județul Gorj - V conține toate siturile arheologice din județul Gorj înscrise în Repertoriul Arheologic Național (RAN) și aflate în localități al căror nume începe cu litera V. RAN este administrat de Ministerul Culturii și Patrimoniului Național și cuprinde date științifice, cartografice, topografice, imagini și planuri, precum și orice alte informații privitoare la zonele cu potențial arheologic, studiate sau nu, încă existente sau dispărute.
Puteți căuta un sit din localitățile care încep cu litera V folosind formularul de mai jos sau puteți naviga prin toate siturile din județ la Lista siturilor arheologice din județul Gorj.
| Cod RAN                                  | Denumire | Localitate                            | Adresă           | Datare                                                               | Descoperit | Coordonate                                    | Imagine           | Erori            |
| ---------------------------------------- | --- | ------------------------------------- | ---------------- | -------------------------------------------------------------------- | ---------- | --------------------------------------------- | ----------------- | ---------------- |
| 79718.01.01                              | Necropola tumulară de la Vârtopu-Ciuperceni - "Vârtoapele" / ansamblu anonim (Categorie: descoperire funerară) (Tip: Necropolă tumulară) | sat Vârtopu, comuna Ciuperceni        | Vârtoapele       | Glina final - Verbița - Ostrovu Corbului- Glina IV/Bela Crkva-Priboi | 2000       | 44°57′00″N 22°58′00″E / 44.95°N 22.96667°E    | Încărcați imagine | Raportați eroare |
| 79718.01.02                              | Necropola tumulară de la Vârtopu-Ciuperceni - "Vârtoapele" / ansamblu anonim (Categorie: descoperire funerară) (Tip: Necropolă tumulară) | sat Vârtopu, comuna Ciuperceni        | Vârtoapele       | Glina final - Verbița - Ostrovu Corbului-Glina IV/Bela Crkva-Priboi  | 2000       | 44°57′00″N 22°58′00″E / 44.95°N 22.96667°E    | Încărcați imagine | Raportați eroare |
| 79718.01.02                              | Necropola tumulară de la Vârtopu-Ciuperceni - "Vârtoapele" / complex T 1 (Categorie: descoperire funerară) (Tip: tumul)                  | sat Vârtopu, comuna Ciuperceni        | Vârtoapele       |                                                                      | 2000       | 44°57′00″N 22°58′00″E / 44.95°N 22.96667°E    | Încărcați imagine | Raportați eroare |
| 79718.01.02                              | Necropola tumulară de la Vârtopu-Ciuperceni - "Vârtoapele" / complex T 2 (Categorie: descoperire funerară) (Tip: tumul)                  | sat Vârtopu, comuna Ciuperceni        | Vârtoapele       |                                                                      | 2000       | 44°57′00″N 22°58′00″E / 44.95°N 22.96667°E    | Încărcați imagine | Raportați eroare |
| 79638.01.01 (Cod LMI: GJ-I-s-B-09154)    | Mănăstirea medievală de la Valea Mănăstirii - "În cimitir" / ansamblu anonim (Categorie: structură de cult/religioasă) (Tip: Mănăstire)  | sat Valea Mănăstirii, comuna Cătunele | În cimitir       | sec. XIV                                                             |            | 44°50′00″N 22°56′00″E / 44.83333°N 22.93333°E | Încărcați imagine | Raportați eroare |
| 79647.01.01 (Cod LMI: GJ-I-s-B-09155)    | Castrul și așezarea civilă de la Valea Perilor - "Chivadarul" / ansamblu anonim (Categorie: locuire militară) (Tip: Castru de pământ)    | sat Valea Perilor, comuna Cătunele    | Chivadarul       | sec. II - III                                                        |            | 44°50′00″N 22°56′00″E / 44.83333°N 22.93333°E | Încărcați imagine | Raportați eroare |
| 79647.01.02 (Cod LMI: GJ-I-s-B-09155)    | Castrul și așezarea civilă de la Valea Perilor - "Chivadarul" / ansamblu anonim (Categorie: locuire militară) (Tip: Așezare civilă)      | sat Valea Perilor, comuna Cătunele    | Chivadarul       | sec. II - III                                                        |            | 44°50′00″N 22°56′00″E / 44.83333°N 22.93333°E | Încărcați imagine | Raportați eroare |
| 81745.01.01 (Cod LMI: GJ-I-s-B-09156)    | Așezarea de la Valea Poienii - "La Măgura" / ansamblu anonim (Categorie: locuire civilă) (Tip: Așezare)                                  | sat Valea Poienii, comuna Samarinești | La Măgura        | sec. V - VII                                                         |            |                                               | Încărcați imagine | Raportați eroare |
| 82788.01.01 (Cod LMI: GJ-I-s-B-09157)    | Așezarea de la Văgiulești - "Valea Casei" / ansamblu anonim (Categorie: locuire civilă) (Tip: Așezare)                                   | sat Văgiulești, comuna Văgiulești     | Valea Casei      | sec. V - VI                                                          |            | 44°44′00″N 23°05′00″E / 44.73333°N 23.08333°E | Încărcați imagine | Raportați eroare |
| 80659.01.01 (Cod LMI: GJ-I-m-B-09158.03) | Situl arheologic de la Vidin - "Surlița" / ansamblu anonim (Categorie: locuire civilă) (Tip: Așezare)                                    | sat Vidin, comuna Jupânești           | Surlița și Boia  |                                                                      |            | 44°55′00″N 23°33′00″E / 44.91667°N 23.55°E    | Încărcați imagine | Raportați eroare |
| 80659.01.02 (Cod LMI: GJ-I-m-B-09158.02) | Situl arheologic de la Vidin - "Surlița" / ansamblu anonim (Categorie: locuire civilă) (Tip: Așezare)                                    | sat Vidin, comuna Jupânești           | Surlița și Boia  | geto-dacică                                                          |            | 44°55′00″N 23°33′00″E / 44.91667°N 23.55°E    | Încărcați imagine | Raportați eroare |
| 80659.01.03 (Cod LMI: GJ-I-s-B-09158)    | Situl arheologic de la Vidin - "Surlița" / ansamblu anonim (Categorie: locuire civilă) (Tip: Așezare)                                    | sat Vidin, comuna Jupânești           | Surlița și Boia  | sec. XVIII                                                           |            | 44°55′00″N 23°33′00″E / 44.91667°N 23.55°E    | Încărcați imagine | Raportați eroare |
| 80668.01.01 (Cod LMI: GJ-I-s-B-09159)    | Așezarea Verbicioara de la Vierșani - "Poarta Luncii" / ansamblu anonim (Categorie: locuire civilă) (Tip: Așezare)                       | sat Vierșani, comuna Jupânești        | Poarta Luncii    | Verbicioara                                                          |            | 44°55′00″N 23°33′00″E / 44.91667°N 23.55°E    | Încărcați imagine | Raportați eroare |
| 80668.03.01 (Cod LMI: GJ-I-s-B-09160)    | Așezarea Latene de la Vierșani (Rogojina) - "Piscul Cerului" / ansamblu anonim (Categorie: locuire civilă) (Tip: Așezare)                | sat Vierșani, comuna Jupânești        | Piscul Cerului   | geto-dacică sec. II - I a. Chr.                                      |            | 44°55′00″N 23°33′00″E / 44.91667°N 23.55°E    | Încărcați imagine | Raportați eroare |
| 80668.02.01                              | Așezarea din epoca bronzului de la Vierșani - "Valea Gilortului" / ansamblu anonim (Categorie: locuire civilă) (Tip: Așezare)            | sat Vierșani, comuna Jupânești        | Valea Gilortului |                                                                      |            |                                               | Încărcați imagine | Raportați eroare |
| 81371.01.01                              | Situl arheologic de la Văleni-Valea Rea / ansamblu anonim (Categorie: locuire) (Tip: Locuire)                                            | sat Văleni, comuna Plopșoru           | Valea Rea        |                                                                      |            |                                               | Încărcați imagine | Raportați eroare |